# Fizikalna geodezija
Fizikalna geodezija je znanost koja se bavi istraživanjem i opisivanjem Zemlje kao fizikalnog i geometrijskog tijela uz pomoć metoda fizike. 
Prema predmetu istraživanja pripada u geoznanosti, a prema znanstvenoj metodologiji u fiziku, i to u klasičnu i primijenjenu fiziku. Zapravo se fizikalna geodezija ubraja u geoznanosti.

## Vanjske poveznice
- fizikalna geodezija Hrvatska tehnička enciklopedija, portal hrvatske tehničke baštine. LZMK